# آفریقا ورلد ایرلاینز
آفریقا ورلد ایرلاینز (انگلیسی: Africa World Airlines) شرکت هواپیمایی غنایی است، که در سال ۲۰۱۰ تأسیس شد.